# Un ettaro di cielo
Un ettaro di cielo é um filme italiano de 1959, dirigido por Aglauco Casadio.

## Elenco
- Marcello Mastroianni.... Severino Balestra
- Rosanna Schiaffino.... Marina
- Ignazio Leone.... Riccardo
- Leonilde Montesi.... Derna
- Polidor.... Pedretti
- Lia Ferrel.... Mary I
- Marina De Giorgio.... Mary II
- Nino Vingelli.... empresário